# 渊猜
淵猜(泰語: เวียงชัย)是位於泰國北部清萊府淵猜縣轄下的一個鎮，根據2005年時統計，淵猜總人口數為11117人。淵猜鎮下被劃分為20個村，該鎮位於UTC+7時區。 